# Robert Schmidt (Politiker, 1864)

Robert Schmidt

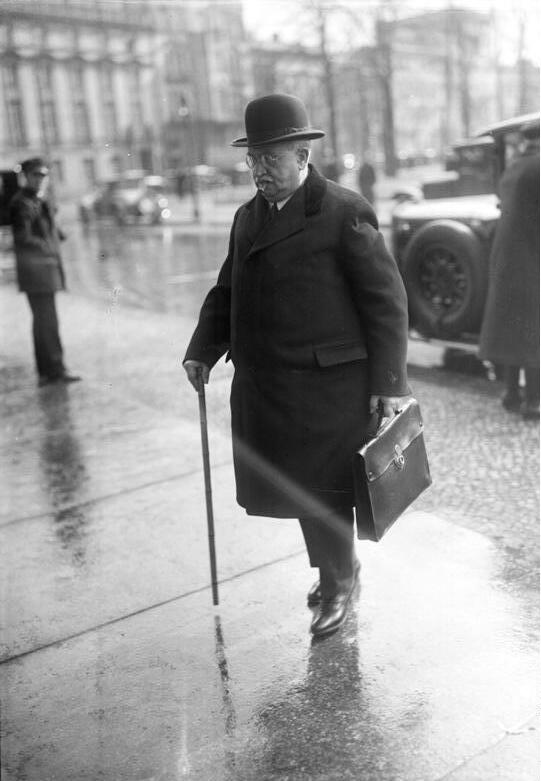
Robert Schmidt, 1930

Robert Schmidt (* 15. Mai 1864 in Berlin; † 16. September 1943 in Berlin-Tempelhof) war ein deutscher Politiker (SPD).
Nach dem Besuch der Volksschule in Berlin erlernte Schmidt von 1878 bis 1883 den Beruf des Klavierbauers. 1890 wurde er zum Vorsitzenden der Klavierbauergewerkschaft gewählt. Seit 1893 war er als Arbeitersekretär tätig und außerdem Vorsitzender des Ausschusses der Holzarbeiterverbände. Daneben war er von 1893 bis 1903 Redakteur der sozialdemokratischen Zeitung Vorwärts. 1903 wurde er in die Generalkommission der Gewerkschaften Deutschlands gewählt.
Schmidt war Mitglied der SPD. Er war seit 1890 Delegierter zum Reichsparteitag und vertrat die Partei beim I. Internationalen Kongreß 1891 in Brüssel. 1925 war er kooptiertes Mitglied der Programmkommission für das Heidelberger Programm der SPD.
Schmidt saß von 1893 bis 1898 und wieder von 1903 bis 1918 im Reichstag des Kaiserreichs und vertrat dort den Wahlkreis Berlin V. Nach der Novemberrevolution wurde er Mitglied der Weimarer Nationalversammlung und blieb bis 1930 Mitglied des Reichstags.
In der Weimarer Republik war Schmidt Ernährungsminister im Kabinett Scheidemann (1919), Wirtschaftsminister seit dem Kabinett Bauer (1919) sowie Vizekanzler und Minister für Wiederaufbau im Kabinett Stresemann I und Kabinett Stresemann II (1923). Im Kabinett Müller II war er von Dezember 1929 bis März 1930 nochmals für kurze Zeit Wirtschaftsminister.